# Großherzogliche Mecklenburgische Navigationsschule

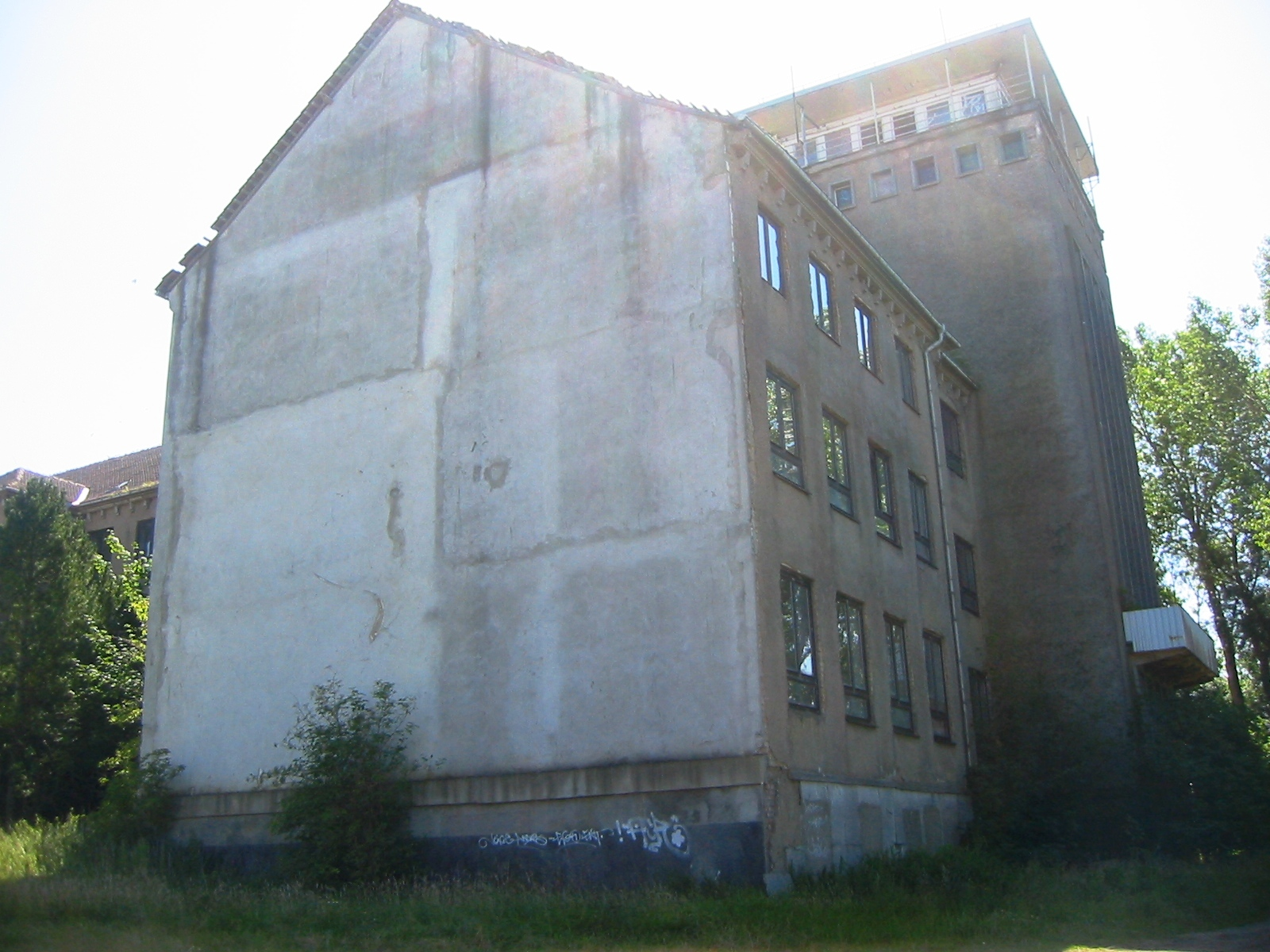
Ehemalige Navigationsschule in Wustrow, 2012

Die Großherzogliche Mecklenburgische Navigationsschule war die erste staatliche Navigationsschule in Mecklenburg. Sie befand sich im Ostseebad Wustrow im heutigen Mecklenburg-Vorpommern an der Ostsee und gilt als die älteste deutsche Seefahrtschule.

## Geschichte der Navigationsschule

### Vorgeschichte vom 17. bis Mitte des 19. Jahrhunderts
Die Berufsausbildung von Steuerleuten und Kapitänen spielte auf dem Fischland traditionell eine große Rolle. In den Wintermonaten, wenn der Schiffsverkehr nur eingeschränkt möglich war, erhielten Interessierte, die zur See fahren wollten von erfahrenen Kapitänen privaten Unterricht. Parallel hierzu erteilte meist der Küster Schreib- und Rechenunterricht. In Althagen übernahm diese Funktion seit 1789 der Dorfschulmeister Johann Cyrus, in Wustrow ab 1813 der Steuermann Nicolaus Permin und A.C. Galle.

### Gründung der Navigationsschule 1846 und ihre Entwicklung bis 1945
Im 19. Jahrhundert erkannte man, dass der Unterricht professionalisiert werden musste. Vorbild waren staatliche Bildungseinrichtungen in anderen deutschen Kleinstaaten. Wustrower Bürger wandten sich daher an den Großherzog Friedrich Franz II., der den Bau einer Einrichtung in Auftrag gab. In den Jahren 1847 bis 1849 entstand für 11.410 Taler ein Gebäude für den Navigationsunterricht. Am 10. November 1846 konnte so die Großherzogliche Navigationsschule durch den Amtsmann Koppe eröffnet werden. Der Navigationslehrer Ernst Friedrich Schütz wurde zum ersten Direktor ernannt und nahm am 16. November 1864 mit 19 Schülern den Unterricht auf. Er bildete neben Seeleuten auch die Mannschaft des Seenotrettungswerkes auf dem Fischland aus. Sein Motto lautete: „Heil und Segen ihr, Glück und Ruhm der mecklenburgischen Flagge“. Fünf Jahre später werden zentral erstellte Prüfungsaufgaben eingesetzt, die von der Reichsregierung erarbeitet wurden. 1880 übernahm Carl Kurtzwig die Leitung der Schule. Er konnte bis 1890 steigende Schülerzahlen verzeichnen. Doch die Entwicklung der Dampfschifffahrt, ganzjährige Arbeitsverhältnisse sowie veränderte Rahmenbedingungen wie das Befahren der Weltmeere und der Trend zu größeren Schiffen führten zu einem Einbruch der Nachfrage. Hinzu kam eine Verlagerung des Hafenumschlages an die Nordsee. Erwarben von 1871 bis 1880 noch 598 Absolventen ihre Patente, waren es von 1891 bis 1900 nur noch 349 Schüler. Zum 50. Jubiläum der Schule im Jahr 1896 standen daher Geldmangel sowie der Existenzkampf der Einrichtung auf der Tagesordnung der Jubiläumsfeier. In dieser Zeit übernahm Julius Reimer die Leitung der Schule. Neue Fächer sowie Gesundheits- und Handelslehrer sollen die Attraktivität der Schule erhöhen. Auch wurde das Lehrpersonal von drei auf fünf Fachkräfte aufgestockt.

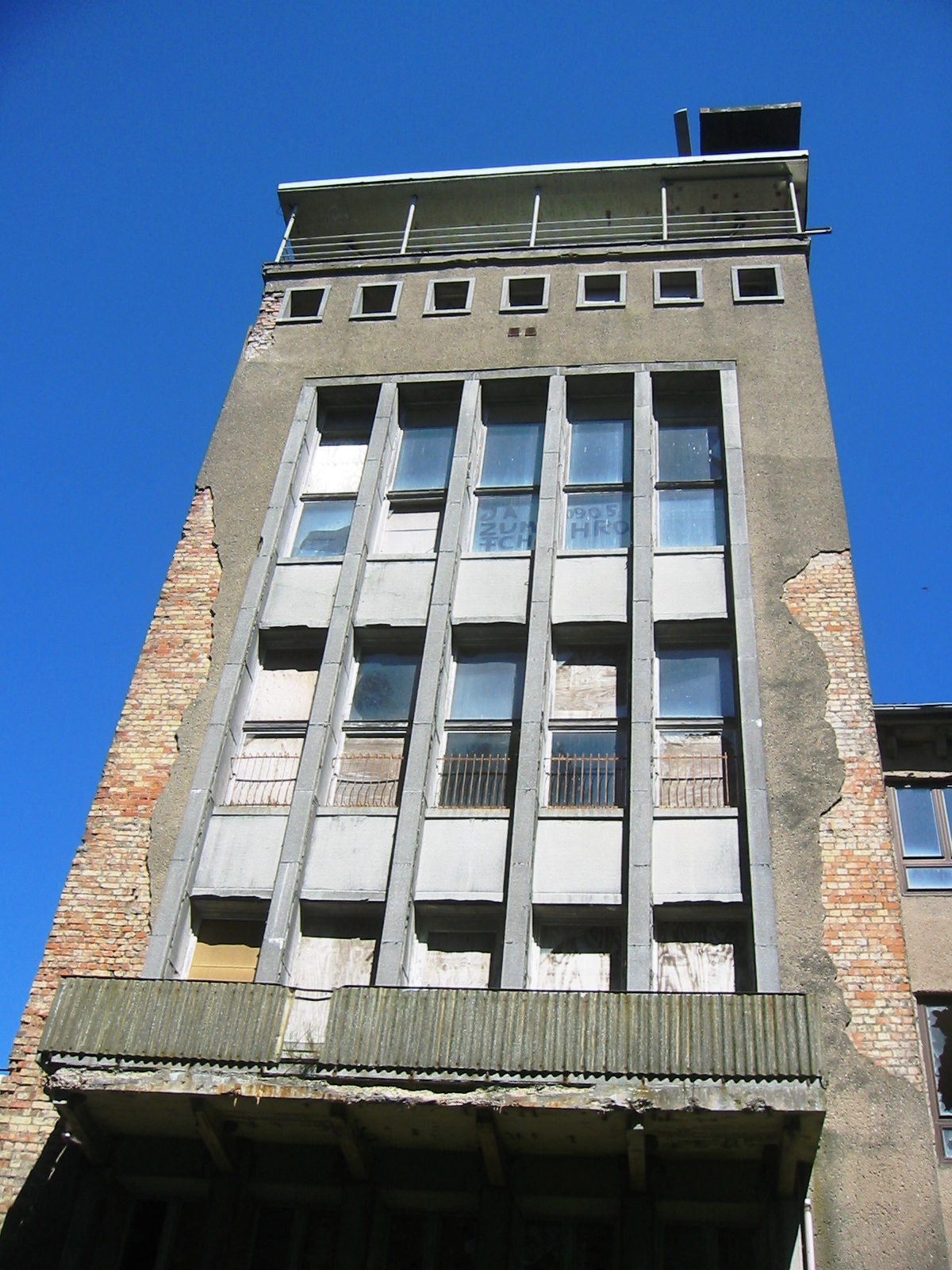
Turm des Gebäudes

Unter dem neuen Direktor Heinrich Fretwurst, der seit 1911 die Geschicke der Anstalt leitete, erfolgte zusätzlich ein Ausbau des Gebäudes. In den Jahren 1914 bis 1916 wurden ein Kartensaal sowie ein Funk- und ein Prüfungszimmer eingerichtet; bis 1917 entstand ein Turm, in dem die Ausbildung in astronomischer Navigation stattfinden soll. Bis zu dieser Zeit wurde die Kirche Wustrow für diese Zwecke genutzt. 1916 wird die Schule in Seefahrtschule Wustrow umbenannt. Hintergrund war ein Erlass der Reichsregierung, der vorsah, dass alle deutschen Navigationsschulen unter dem Präfix „Seefahrtschule“ auftreten sollten. 1923 forderte die Schweriner Landesregierung auf, die Schule zu schließen. Fretwurst gelangt es, gemeinsam mit der Wustrower Gemeindevertretung, die Schließung der Schule zu verhindern. 1931 übernahm Paul Keding seine Aufgaben. Zur Zeit des Nationalsozialismus werden die Aufnahmekriterien 1938 verschärft und ein Jahr später die Ausbildungsinhalte der in Reichsseefahrtschule umbenannten Bildungsstätte herabgesetzt, um dem wachsenden Bedarf Rechnung zu tragen. Bis 1944 fanden noch Prüfungen – vorwiegend zum Steuermann – statt, danach war ein Unterricht auf Grund des Zweiten Weltkrieges nicht mehr möglich.

### Reorganisation der Schule nach dem Zweiten Weltkrieg

#### Besatzungszeit nach 1945
Nachdem 1945 die Schule geschlossen worden war, nutzte in den folgenden Jahren eine Einheit der sowjetischen Marine die Schulgebäude.

#### Neueröffnung der Schule 1949
Von vormals in Deutschland vorhandenen zehn Seefahrtsschulen befand sich am Kriegsende auf dem Territorium der sowjetischen Besatzungszone bzw. der späteren DDR mit der „Seefahrtsschule Wustrow“ nur eine Seefahrtsschule, so dass gegenüber dem Westen ein wesentlicher Rückstand aufzuholen war.
1948 erreichten Wustrower Bürger unter der Leitung von Walter Steinfatt, dass erste Prüfungen für die Kleinstpatente von Fischern sowie von kleinen Befähigungsnachweisen abgenommen werden können, z. B. für Schlepper und Hebefahrzeuge. Am 6. Mai 1949 wurde die Schule unter dem Motto „Jeder Seemann ist ein Garant für den Frieden“ unter der neuen Leitung von Heinz Krüger wieder eröffnet. Er erstellte gemeinsam mit den Kapitänen Homburg, Schickedanz und Rose sowie Studienrat Walter Steinfatt einen neuen Lehrplan für die Ausbildung von „Schiffsoffizieren und Kapitänen auf Großer Fahrt“. Ein Jahr später wurden die ersten Seefunkoffiziere ausgebildet. Einige erhielten eine Spezialausbildung, die auf Tätigkeiten der Spionage oder die Arbeit im Untergrund vorbereiteten. Am 1. Juli 1952 wird die Deutsche Seereederei in Rostock gegründet, mit der eine Ausbildungskooperation abgeschlossen wird. 1953 übernahm G. Schirdewahn die Leitung der Schule. Unter seiner Führung wurde der Ostflügel mit einem Internat gebaut. Er bot Platz für 200 Schüler, vier Klassenräume und zehn Wohnungen. Von 1959 bis 1964 entstanden in einem zweiten und dritten Bauabschnitt ein Lehrgebäude, eine Bibliothek und ein Planetarium. 1966 wurde Kapitän Ebeling neuer Direktor. Überlegungen, gemeinsam mit dem Standort Warnemünde eine maritime Hochschule zu gründen, wurden am 1. September 1969 mit der Gründung der Ingenieurhochschule für Seefahrt Warnemünde/Wustrow (IHS) Realität. Die Sektionen Schiffsführung, Schiffsbetriebstechnik und Schiffbautechnologie entstehen. Neuer Rektor wurde Hermann Schneider. Damit entstand im deutschsprachigen Raum die erste universitäre Hochschule für zivile Schiffsoffiziere. In den Jahren 1970 bis 1971 verlagerte sich die nautische Fachausbildung nach Warnemünde – die Grundausbildung verblieb in Wustrow. Es entstanden in allen Sektionen Wissenschaftsbereiche. Ab 1972 konnte der akademische Grad Diplom-Ingenieur vergeben werden. Neuer Rektor wurde Eckard Moeck. 1984 erhielt die Hochschule das Promotionsrecht A, sodass die Qualifikation zum Doktor-Ingenieur (Dr.-Ing.) für Schiffsführung, Schiffstechnik und Schiffbautechnologie möglich wurde. Das Recht zur Verleihung der Promotion B erlaubte den Erwerb des Grades Dr. sc. tech. Zwei Jahre später wurde das Angebot durch die Seewirtschaft ergänzt. Nun arbeiteten insgesamt rund 480 Mitarbeiter am Institut.

#### Gründung der „Hochschule für Seefahrt“ 1989 und Schließung der Wustrower Seefahrtschule 1991
1989 erfolgte die Gründung der „Hochschule für Seefahrt“. Sie wurde zum 1. Oktober 1991 aufgelöst. Damit endete die universitäre Ausbildung in Wustrow und Warnemünde. Die Mitarbeiter wurden verschiedenen Fachbereichen der Universität Rostock zugeordnet. Die verbliebenen 446 Seefahrtsstudenten setzten ihr Studium am neugegründeten Arbeitsbereich Seefahrt der Universität Rostock fort. Zum 1. Oktober 1992 wurde der Fachbereich Seefahrt der Hochschule Wismar in einer Außenstelle in Warnemünde gegründet.

## Gegenwärtige Verwendung des ehemaligen Schulgeländes
Die Zukunft des Schulgebäudes blieb ungewiss. 1998 war geplant, auf einer Teilfläche eine neue Fischländer Schule zu bauen und die übrigen, zum Teil denkmalgeschützten Bereiche von einer Kindertagesstätte, einer Bibliothek und einem Gemeindesaal nutzen zu lassen. Demgemäß wurden 2001 ehemalige Unterrichtsräume, die Aula sowie das Manöverübungsbecken abgerissen. Die Pläne zum Bau der Schule wurden jedoch nicht realisiert. Da Wustrow seit August 2007 kein Schulstandort mehr ist, waren die Planungen aus dem Jahre 1998 damit überholt.
2010 fassten die Wustrower Gemeindevertreter den Beschluss, die einstige Seefahrtschule einem Konsortium zu überlassen, das auf dem Gelände ein Gesundheitsresort errichten wollte. Auch dieser Plan zerschlug sich. An dem Konsortium war die Hanseatische Weiterbildungs- und Beschäftigungsgemeinschaft Rostock (HWBR) beteiligt, die 2014 in Konkurs ging. Zwischenzeitlich wurden die Freiflächen am Gelände als Parkplatz genutzt.
Nach dreijähriger Bauzeit wurde 2020 auf dem Gelände eine 124 Appartements umfassende Ferienanlage eröffnet.
Die Kosten der 2018 begonnenen Baumaßnahmen beliefen sich auf einen Betrag zwischen 20 und 30 Millionen Euro.